# 桃園臺產隼鷹
桃園臺產隼鷹為企業排球聯賽參賽隊伍之一，於企業十五年加入企業聯賽。由臺灣產物保險經營，球員以中原大學男子排球隊選手為班底；2019年10月17日，與桃園市政府簽約冠名合作。

## 球隊介紹
桃園臺產隼鷹排球隊為桃園市政府與臺灣產物保險股份有限公司於2019年冠名合作打造之城市球隊，以中原大學男子排球隊選手為班底，透過產、官、學三方合作，攜手參與企業排球聯賽，為推廣排球運動及培訓國內優秀體育人才而努力。
中原大學男子排球隊在陳克舟教練的帶領下，連續11年在大專排球聯賽男子公開一級打入前四強，且四度打入冠亞軍，並於2011至2014年分別連績拿下永信盃、媽祖盃及和家盃的社會組冠軍。中原大學是一所沒有體育相關科系的大學，選手平日係以課業為主，僅能利用晚上及周末課餘時間訓練。學校希望就讀中原的選手在畢業後，除了繼續打球外，大部分可以學以致用順利進入職場服務。

## 現役名單
企業19年名單：
- 領隊：陳昭鋒
- 執行教練：鄭州邑
- 教練：魏雲龍、翁明嘉
- 管理：林金何、謝粵珍
- 訓練員：李茂祁
- 球員：

## 歷年戰績

### 例行賽
| 賽季                       | 排名   |
| -------------------------- | ------ |
| 企業十五年甲級男女排球聯賽 | 第四名 |
| 企業十六年甲級男女排球聯賽 | 第四名 |
| 企業十七年甲級男女排球聯賽 | 第三名 |
| 企業十八年甲級男女排球聯賽 | 第四名 |
| 企業十九年甲級男女排球聯賽 | 第四名 |
| 企業二十年甲級男女排球聯賽 | 第四名 |

## 外部連結
- 企業排球聯賽官方網站介紹 （页面存档备份，存于）
- 桃園臺產隼鷹的Facebook專頁
- 桃園臺產隼鷹的Instagram帳戶